# Yusuke Hirata
Yusuke Hirata (平田 裕介（ひらた ゆうすけ)) es un creador de juegos japonés. Actualmente productor en DMM.com, Powerchord Studio. Nieto de Kanezou Hirata (Guionista de la productora cinematográfica Zenshinza) e hijo de la ex actriz Ryoko Fukamachi.

## Biografía
Se unió a Square en 1985. Sirviendo como puesto de ventas y gradualmente convirtiéndose en coordinador/productor.
En 1995, se traslada a Osaka debido a la reorganización de la división comercial de Square. Se convirtió en gerente general del recientemente reorganizado Departamento de Desarrollo de Osaka (5.ª División de Desarrollo). (Con personal completamente diferente del antiguo Departamento de Desarrollo de Osaka).
En 2005, repentinamente dejó Square Enix e ingreso a Aquaplus. Como gerente general de la división de estrategia, estuvo a cargo de la coordinación con otras empresas y la gestión del progreso de la producción.
Actualmente se encuentra trabajando como productor en DMM.com, estudio Powerchord.

## Trabajos
| Juego                                      | Rol         |
| ------------------------------------------ | ----------- |
| Secret of Mana                             | Promotor    |
| Romancing SaGa 2                           | Publicista  |
| Live A Live                                | Coordinador |
| Chrono Trigger                             | Publicista  |
| Super Mario RPG: Legend of the Seven Stars | Promotor    |
| Einhander                                  | Productor   |
| Brave Fencer Musashi                       | Productor   |
| Soukaigi                                   | Productor   |
| Parasite Eve II                            | Productor   |
| Dice DE Chocobo                            | Productor   |

- Datos: Q11483387